# Vanderbilt University

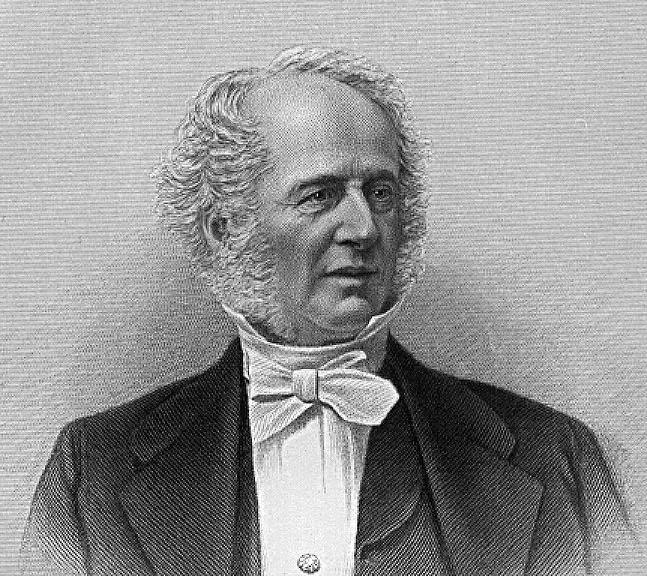
Cornelius Vanderbilt

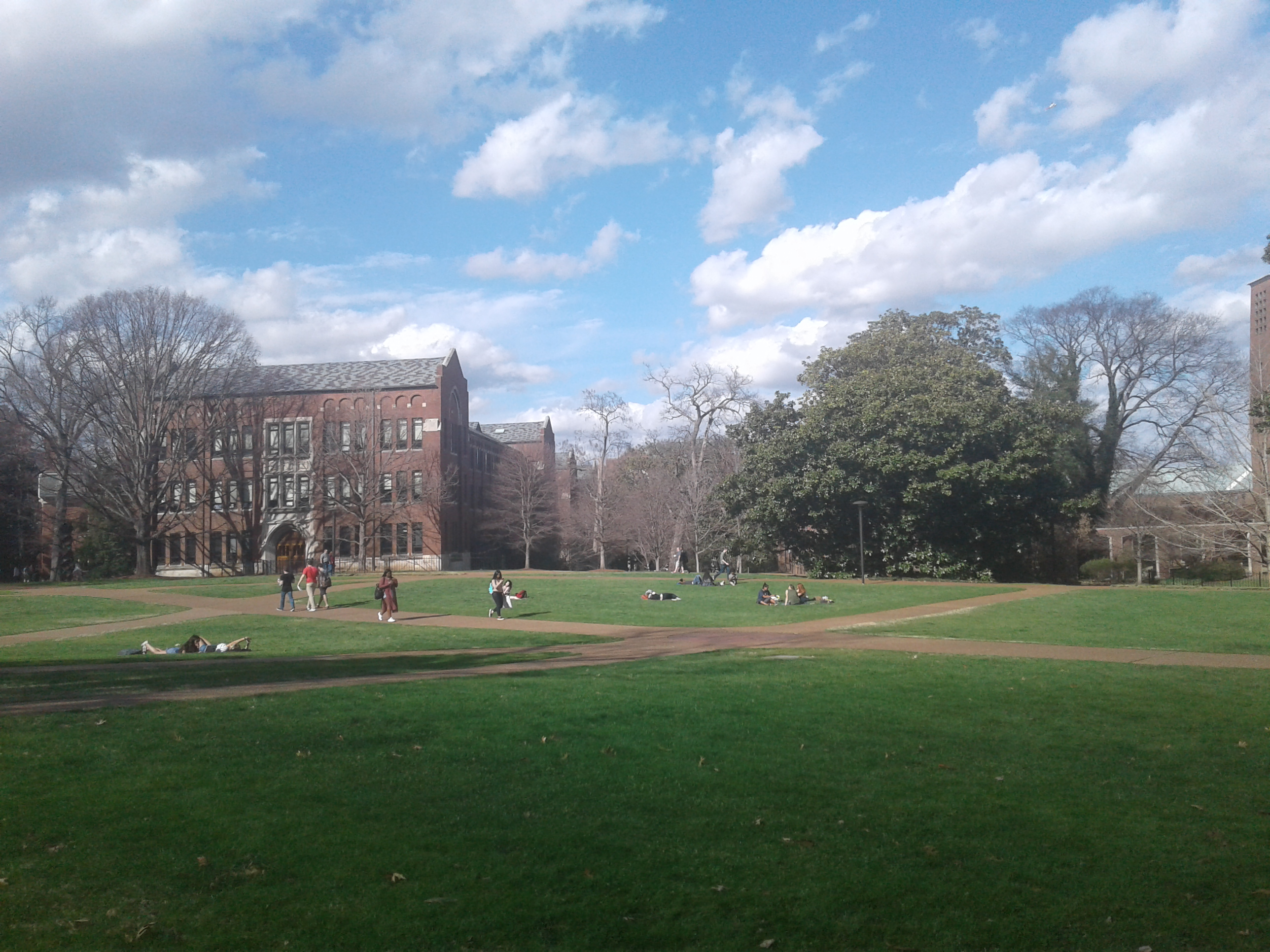
Campus

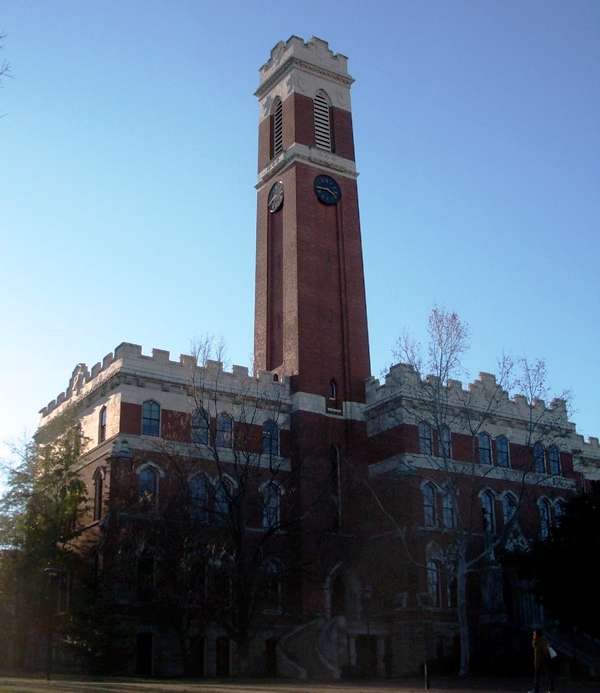
Kirkland Hall

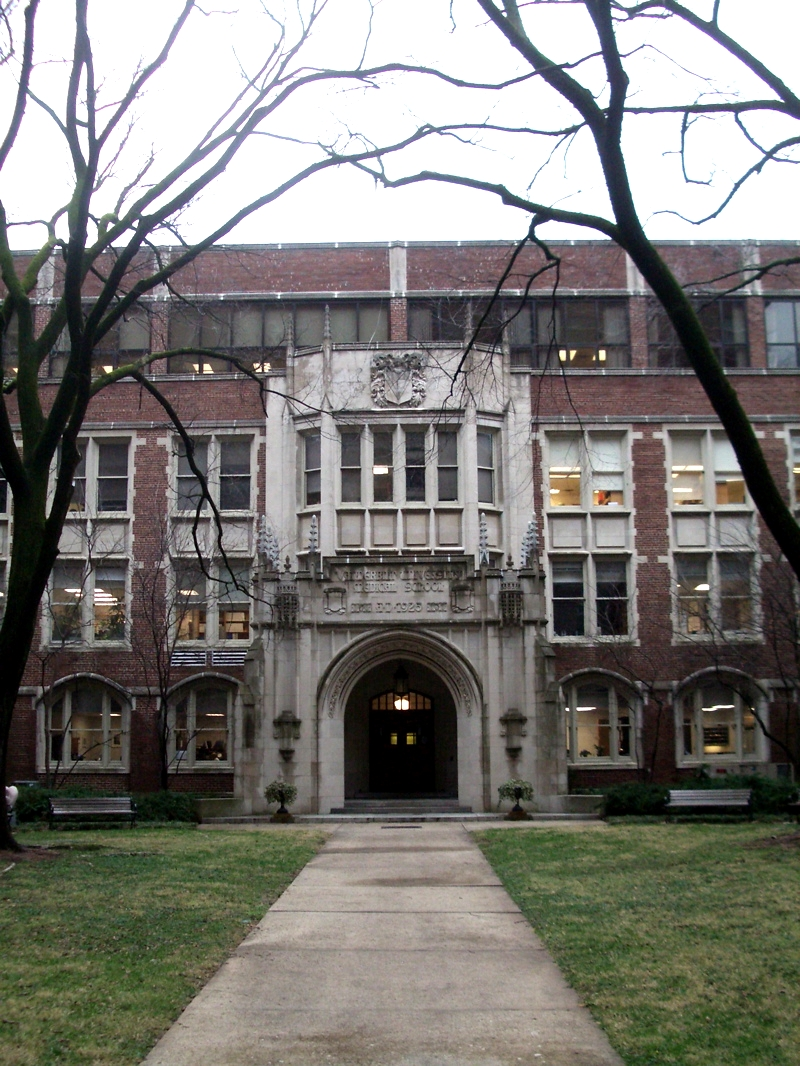
Medical School

Die Vanderbilt University ist eine private, nicht konfessionsgebundene Universität in Nashville im US-Bundesstaat Tennessee. Die Hochschule ist unter anderem Mitglied der Association of American Universities, einem seit 1900 bestehenden Verbund führender forschungsintensiver nordamerikanischer Universitäten.
Sie ist berühmt für ihren als Botanischer Garten angelegten Campus.

## Geschichte
Cornelius Vanderbilt, einer der erfolgreichsten und vermögendsten Unternehmer seiner Zeit, stellte im Jahr 1873 eine Million US-Dollar zur Verfügung (nach heutigem Wert etwa 27.050.000 US-Dollar), um eine Universität in Nashville zu gründen. Die Universität sollte eine Antwort auf den kulturellen Zerfall der Südstaaten nach dem Sezessionskrieg sein und sie sollte dem Erhalt des kulturellen und geistigen Erbes des Südens dienen. Man wollte sich deshalb als ein „Harvard des Südens“ verstanden wissen. Die politisch rivalisierenden Untertöne dieses Vergleichs spielen in der heutigen Zeit natürlich keine Rolle mehr.

## Studienbedingungen

### Colleges und Schools
Die Universität bietet die US-typische Hochschulausbildung sowie eine Vielzahl von Studiengängen jenseits des Bachelors an. Sie besteht aus 10 Colleges und Schools:
- Ingenieurwissenschaften[6]
- Künste und Wissenschaften[7]
- Medizin[8]
- Musik[9]
- Pädagogik und Human Development[10]
- Pflege[11]
- Rechtswissenschaften[12]
- Theologie[13]
- Wirtschaftswissenschaften[14]
- Graduate School[15]

### US-Rankings
Die Vanderbilt University zählt zu den besten Universitäten der USA. In den US-üblichen Hochschulrankings lag Vanderbilt bei U.S. News & World Report 2022 in den USA auf Platz 14. Bei den World University Rankings 2013–2014 von Thomson Reuters lag Vanderbilt auf Platz 88.
Bei der Auswahl der Studenten ist die Hochschule selektiv. Die Studiengebühren betrugen 54.158 US-Dollar für das Studienjahr 2020/2021. Vanderbilt ist damit sowohl in akademischer als auch in finanzieller Hinsicht eine Spitzenuniversität.

### Akademische Kooperation
Im Rahmen der akademischen Kooperation mit der Universität Regensburg erhalten jährlich sechs deutsche Studenten die Möglichkeit, am College of Arts & Science der Vanderbilt University zu studieren. Umgekehrt werden von amerikanischer Seite jedes Jahr durchschnittlich 15 Studenten nach Regensburg geschickt. Eine weitere Kooperation besteht mit der EBS Universität für Wirtschaft und Recht in Oestrich-Winkel.

## Zahlen zu den Studenten
Im Herbst 2020 waren insgesamt 13.537 Studenten eingeschrieben. Davon strebten 7.057 (52,1 %) ihren ersten Studienabschluss an, sie waren also undergraduates. 6.480 (47,9 %) arbeiteten auf einen weiteren Abschluss hin, sie waren graduates. Es waren 6.021 (44 %) Männer und 7.516 (56 %) Frauen eingeschrieben.

## Sport
Die Sportteams sind die Commodores. Die Hochschule ist Mitglied in der Southeastern Conference (Eastern Division).

## Persönlichkeiten

### Dozenten
- Stanley Cohen (1922–2020), Neurowissenschaftler
- Max Delbrück (1906–1981), Biophysiker
- Nicholas Georgescu-Roegen (1906–1994), Mathematiker und Ökonom
- Paul Greengard (1925–2019), Biochemiker, Pharmakologe und Neurobiologe
- Barbara Hahn (* 1952), Literaturwissenschaftlerin
- Gisela Mosig (1930–2003), Molekularbiologin
- Earl Wilbur Sutherland (1915–1974), Physiologe

### Absolventen
- Lamar Alexander (* 1940), Gouverneur von Tennessee und US-Senator
- Andy Beshear (* 1977), Gouverneur von Kentucky (2019–)
- Sylvia Bozeman (* 1947), Mathematikerin und Hochschullehrerin
- David Brinkley (1920–2003), Journalist
- Derrick Byars (* 1984), Basketballprofi
- Jay Cutler (* 1983), Footballspieler
- Max Delbrück (1906–1981), Biophysiker
- Festus Ezeli (* 1989), Basketballspieler der Golden State Warriors in der NBA
- Sarah Fuller (* 1999), Fußballspielerin und Footballspielerin
- Al Gore (* 1948), 45. Vizepräsident der USA, Träger des Friedensnobelpreises 2007
- Tipper Gore (* 1948), ehemalige „Second Lady“ der USA
- Amy Grant (* 1960), Sängerin und Liedermacherin
- Snehalata V. Huzurbazar (* 20. Jahrhundert), Mathematikerin und Hochschullehrerin
- Shawn Johnson (* 1992), amerikanische Turnerin
- Jen Kiggans (* 1971), Abgeordnete im US-Repräsentantenhaus
- Heyo K. Kroemer (* 1960), Pharmakologe, Vorstandsvorsitzender der Charité - Universitätsmedizin Berlin
- James Clark McReynolds (1862–1946), United States Supreme Court Justice
- Stanford Moore (1913–1982), Biochemiker, Träger des Nobelpreis für Chemie 1972
- Aaron Nesmith (* 1999), Basketballspieler
- James Patterson (* 1947), Autor von Kriminalromanen
- David Price (* 1985), Baseballspieler
- Baby Ray (1914–1986), American-Football-Spieler
- Süreyya Serdengeçti (1952–2025), Leiter der türkischen Zentralbank
- Dinah Shore (1916–1994), Sängerin
- Molly Sims (* 1973), Modell und Schauspielerin
- Jeffery Taylor (* 1989), Basketballprofi
- Pat Toomay (* 1948), American-Football-Spieler und Schriftsteller
- Robert Penn Warren (1905–1989), Dichter
- Muhammad Yunus (* 1940), Ökonom, Träger des Friedensnobelpreises 2006

Vier ehemalige Mitglieder der Fakultät, Stanley Cohen, Earl Wilbur Sutherland, Paul Greengard, und Max Delbrück, sowie drei Alumni, Al Gore, Muhammad Yunus und Stanford Moore, haben den Nobelpreis erhalten.